# Enciklopedizam
Enciklopedizam je rjeđe rabljena izvedenica, dobivena iz riječi enciklopedija, te je značenje riječi manje ustaljeno nego nekih drugih riječi u hrvatskome jeziku.
Ponajbolji prikaz značenja dan je u Klaićevom Rječniku stranih riječi, koji navodi tri različita značenja:
1. učenje francuskih enciklopedista u 18. stoljeću
2. višestruka obrazovanost, svestranost, erudicija visokog stila
3. način izlaganja kao u enciklopediji

Šonjin rječnik iz 2000. godine se slaže sa sva tri značenja, samo se formulacija nebitno razlikuje, učenje -> nauk, pasiv -> aktiv (način izlaganja kao u enciklopediji -> enciklopedijski način izlaganja).